# Хренова
Хренова (рос. Хреновая) — присілок Гагарінського району Смоленської області Росії. Входить до складу Єльнинського сільського поселення.